# West End (Hampshire)
West End – wieś w Anglii, w hrabstwie Hampshire, w dystrykcie Eastleigh. Leży 17 km na południe od miasta Winchester i 107 km na południowy zachód od Londynu.